# Arthur De Cabooter
Arthur „Tuur“ De Cabooter, auch Arthur Decabooter (* 3. Oktober 1936 in Welden; † 26. Mai 2012 in De Pinte) war ein belgischer Radrennfahrer.

## Karriere
1955 gewann Arthur De Cabooter als Amateur das britische Rennen Grand Prix of Essex und im selben Jahr die Flandern-Rundfahrt für Amateure. 1955 wurde er Dritter in der 9-Provinzen-Rundfahrt. 1958 gewann er die Flandern-Rundfahrt ein zweites Mal, dieses Mal in der Klasse der Unabhängigen.
Von 1959 bis 1967 war De Cabooter Profi. Als echter „Flandrien“ fuhr und gewann er zahlreiche Kriterien in seinem Heimatland. 1960 gewann er die Flandern-Rundfahrt der Profis sowie Quer durch Flandern. Im selben Jahr gewann er die Punktewertung der Vuelta sowie die achte und 15. Etappe und wurde Zehnter der Gesamtwertung; bei Mailand–Sanremo belegte er Rang vier. 1961 siegte er beim Omloop Het Nieuwsblad, beim Grote Prijs Briek Schotte und bei der elften Etappe der Vuelta a España. 1964 war er Erster bei Kuurne–Brüssel–Kuurne, beim Omloop van het Houtland und 1965 bei Nokere Koerse.
1966 gewann Arthur De Cabooter zwei Etappen der Andalusien-Rundfahrt sowie eine der Vier Tage von Dünkirchen. 1962, 1963 und 1964 startete er auch bei der Tour de France, kam aber nie in Paris an. 1967 beendete der in Flandern außerordentlich populäre Rennfahrer nach dem Sieg im Omloop der Vlaamse Gewesten seine aktive Radsportlaufbahn im Kuipke vor 7000 Zuschauern. Bis in das hohe Alter fuhr er täglich noch mindestens 40 Kilometer mit Freunden Rad; auf einer solchen Fahrradtour entlang der Schelde zwischen Oudenaarde und Zingem starb er an einem Herzanfall.
Arthur De Cabooter war ein Schwager von Walter Godefroot; ihre Ehefrauen sind Schwestern.